# Festuca kolesnikovii
Festuca kolesnikovii är en gräsart som beskrevs av Nikolai Nikolaievich Tzvelev. Festuca kolesnikovii ingår i släktet svinglar, och familjen gräs. Inga underarter finns listade i Catalogue of Life.